# Hypophthalmichthys
Hypophthalmichthys ist eine Gattung großer  Karpfenfische mit drei Arten. Der Name kommt von Griechisch ὑπό (hypó), „unten“; ὀφθαλμός (ophthalmós), „Auge“; ἰχθῦς/ἰχθύς (ichthŷs/ichthýs), „Fisch“, also „Fisch mit Augen unten“, in Bezug darauf, dass die Augen unterhalb der Mundpartie liegen. Die Arten sind im Süßwasser Ostasiens heimisch, mit einem Verbreitungsgebiet von Sibirien bis Vietnam. Die Arten wurden vielerorts eingeführt und gelten oft als invasiv.

## Arten
Zur Gattung Hypophthalmichthys gehören drei Arten:
- H. harmandi (Sauvage, 1884)
- H. molitrix (Valenciennes, 1844) (Silberkarpfen)
- H. nobilis (J. Richardson, 1845) (Marmorkarpfen)

## Belege
1. ↑  Hypophthalmichthys auf Fishbase.org (englisch)